# Sint-Martinuskerk (Foxham)
De Sint-Martinuskerk is een 19e-eeuws voormalig kerkgebouw in de Nederlandse buurtschap Foxham (gemeente Midden-Groningen).

## Achtergrond
De katholieken in Hoogezand en Sappemeer kerkten vanaf begin 1700 in Kleinemeer (vanaf 1855 formeel een parochie). Doordat een groeiende kern van de gemeenschap woonde en werkte in de scheepsbouw rond Foxhol en Martenshoek, kwam de vraag om een tweede parochie. Het werd een parochie die was gewijd aan Sint-Martinus. De grond voor het kerkgebouw aan het (oude) Winschoterdiep in Foxham (toen gemeente Slochteren) werd geschonken door een van de parochianen. Op het land erachter lag al sinds circa 1860 de katholieke begraafplaats.
Nicolaas Molenaar sr. werd aangetrokken voor de bouw van de kerk. Hij was in 1872-1873 als opzichter betrokken geweest bij de bouw van de door zijn leermeester Pierre Cuypers ontworpen Sint-Willibrorduskerk in Sappemeer. Hij bouwde een zaalkerk met neogotische elementen. Aan de rechterzijde van de kerk staat een lage toren. In de kerk werden wandschilderingen aangebracht door Franciscus Hermanus Bach. Op 24 november 1891 werd de kerk gewijd door de aartsbisschop van Utrecht, P.M. Snickers.

## Einde dienst
Door afname van het aantal kerkgangers werd de Martinusparochie in 1990 samengevoegd met de Willibrordusparochie in Sappemeer. Bij decreet van de Groninger bisschop, werd de kerk op 25 januari 1991 onttrokken aan de eredienst. Het gebouw werd verkocht aan een glazeniersbedrijf. Een aantal van de glas in loodramen werd herplaatst in de kerk in Sappemeer een ander deel in 1995 in de kerkhofkapel van de Sint-Martinusparochie in Sneek. Door Bach geschilderde kruiswegstaties (1904-1909) werden overgebracht naar Ens.
De Sint-Martinuskerk is een gemeentelijk monument.